# Bršljanova opnarka
Bršljanova opnarka (znanstveno ime Colletes hederae) je vrsta divjih čebel iz družine opnark, ki je razširjena tudi v Sloveniji.
Vrsta je bila prvič opisana šele leta 1993 (Schmidt & Westrich 1993), razširjena pa je v Avstriji, Belgiji, Kanalskih otokih, Hrvaški, Cipru, južni Angliji, Franciji, Nemčiji, Grčiji, Italiji, Luksemburgu, Nizozemski, Srbiji, Sloveniji, Španiji in Švici .
Do leta 1993 je bila bršljanova opnarka po pomoti uvrščena v morfološko zelo podobno vrsto Colletes halophilus.
Oprsje odraslih čebel je prekrito z oranžnorjavimi dlačicami, vsak člen trupa pa je v spoju obdan s pasom oranžnih dlačic. Samice so povprečno dolge 13 mm (0,51 in), samci pa le 10 mm (0,39 in) .
Odrasle žuželke se v naravi pojavijo relativno pozno (samci v drugi polovici avgusta, samice pa običajno šele v prvi polovici septembra) in letajo do prve polovice novembra. To je povezano s cvetenjem navadnega bršljana (Hedera helix), katerega cvetovi so edini vir medičine in svetnega prahu te vrste čebel in po katerem so dobile tudi svoje ime. Le izjemoma, kadar bršljan ne cveti dobro, obiskujejo tudi druge vrste cvetov, najpogosteje nebinovke.
Bršljanova opnarka je samotarska vrsta čebel, ki ne prezimi kot odrasla žuželka. Gnezda si izkoplje v peščenih ali glinenih tleh, najraje v brežinah, kjer pa je lahko na majhnem prostoru izkopanih tudi po več deset tisoč rovov. Samice zarod pred zimo oskrbijo z medom bršljana, nato pa poginejo. Pogost parazit te vrste, posebej njene zahodne populacije, je hrošč vrste Stenoria analis, katerega larve so zajedavke gnezd bršljanove opnarke. Ličinke hroščev se čez zimo prehranjujejo z nektarjem in cvetnim prahom, ki je bil namenjen ličinkam čebel.